# Totalreklame
Totalreklame er en form for reklame, hvor ydersiden af et transportmiddel fuldstændig benyttes til reklamen.
Totalreklame benyttes især indenfor kollektiv trafik, så som tog, busser og sporvogne, men også på skibe og fly. Derudover forsynes taxier, lejede køretøjer og private køretøjer i stigende grad med totalreklame.

## Historie
Totalreklame på transportmidler blev anvendt allerede i 1930'erne. Dengang blev gamle køretøjer, for eksempel udrangerede sporvogne eller arbejdsvogne, fuldstændigt dækket med reklamer. Ydersiden af disse såkaldte "reklamesporvogne" blev til dette formål forsynet med plader eller stof. Disse "rullende plakatsøjler" benyttede blandt andet i Tyskland, hvor der udover reklamer for almindelige forbrugsvarer også kunne være propaganda for partier.
I Hannover indsatte trafikselskabet Üstra for første gang sporvogne med totalreklame i 1969. De reklamerede for regionale mælkeprodukter.

## Teknikker
Ved påsætning af totalreklame benyttes forskellige teknikker eller kombinationer heraf: lakering, foliering, påskrifter og påsatte ting så som faner og sløjfer.
Derudover skelnes mellem delvis og totalreklame. Ved delvis reklame forbliver vinduerne for det meste frie. Ved totalreklame benyttes derimod hele yderfladen, herunder altså også vinduerne. Dette er blevet muliggjort med udvikling af delvist gennemsigtig folie. Denne specielle folie gør det muligt for folk indenfor at se ud med begrænsninger. Til dette benyttes blandt andet folie med vindueshuller, delvist betrykt transparent folie og kontursnittet folie.